# 新婚告急
《新婚告急》（英語：Just Married）是2003年的一部美國浪漫喜劇電影。由薛恩·李維執導，艾希頓·庫奇和布蘭妮·墨菲主演。雖然這部電影獲得了很低的評價，仍然取得了很高的票房收入。

## 外部連結
- 互联网电影数据库（IMDb）上《Just Married》的资料（英文）
- AllMovie上《Just Married》的资料（英文）
- 爛番茄上《Just Married》的資料（英文）
- Metacritic上《Just Married》的資料（英文）
- Box Office Mojo上《Just Married》的資料（英文）
- Just Married at MSN